# トロ・ロッソ STR11
トロ・ロッソ STR11 (Toro Rosso STR11) は、スクーデリア・トロ・ロッソが2016年のF1世界選手権参戦用に開発したフォーミュラ1カーである。

## 概要
2016年2月22日、バルセロナの合同テストにて初披露。前年、兄チームのレッドブルがルノー製パワーユニット（以下、PUと略す）の性能の低さに業を煮やし関係が悪化した影響を受け、フェラーリの2015年型PU（060）を使用することになった。PUの決定が2015年12月5日と遅れたため、週7日、1日24時間体制のシフトを組む突貫工事で合同テストに間に合わせた。ルノーより長いフェラーリのPUに合わせるため、前年のSTR10に比べロングホイールベース化している。

## 2016年シーズン
シーズン序盤は前年同様、マックス・フェルスタッペンとカルロス・サインツの若手コンビとなったが、第5戦スペインGPからフェルスタッペンがレッドブルに昇格し、ダニール・クビアトが降格する形で2年ぶりに復帰した。同GPでクビアトがファステストラップを記録した。前半戦はコンスタントに入賞を重ねていったが、後半戦は入賞が激減し尻すぼみな結果に終わった。

## スペック
- シャシー コンポジット・モノコック構造
- ギアボックス スクーデリア・トロ・ロッソ アルミニウム合金 油圧式8速（レッドブル・テクノロジーより供給）
- ホイール アップテック マグネシウム合金
- タイヤ ピレリ
- サスペンション
  - フロント カーボンファイバー製ダブルウィッシュボーン プッシュロッド トーションバースプリング アンチロールバー
  - リア カーボンファイバー製ダブルウィッシュボーン プルロッド トーションバースプリング アンチロールバー
- ブレーキ
  - ブレーキパッドおよびブレーキディスク ブレンボ
  - ブレーキワイヤー スクーデリア・トロ・ロッソ

- エンジン フェラーリ 060 V6ターボ
- 排気量 1,600cc
- 最高回転数 15,000rpm（レギュレーションで規定）
- バルブ数 24
- 角度 90度

## 記録
| 年   | No. | ドライバー       | 1   | 2   | 3   | 4   | 5   | 6   | 7   | 8   | 9   | 10  | 11  | 12  | 13  | 14  | 15  | 16  | 17  | 18  | 19  | 20  | 21  | ポイント | ランキング |
| 年   | No. | ドライバー       | AUS | BHR | CHN | RUS | ESP | MON | CAN | EUR | AUT | GBR | HUN | GER | BEL | ITA | SIN | MAL | JPN | USA | MEX | BRA | ABU | ポイント | ランキング |
| ---- | --- | ---------------- | --- | --- | --- | --- | --- | --- | --- | --- | --- | --- | --- | --- | --- | --- | --- | --- | --- | --- | --- | --- | --- | -------- | ---------- |
| 2016 | 33  | フェルスタッペン | 10  | 6   | 8   | Ret |     |     |     |     |     |     |     |     |     |     |     |     |     |     |     |     |     | 63       | 7位        |
| 2016 | 26  | クビアト         |     |     |     |     | 10  | Ret | 12  | Ret | Ret | 10  | 16  | 15  | 14  | Ret | 9   | 14  | 13  | 11  | 18  | 13  | Ret | 63       | 7位        |
| 2016 | 55  | サインツ         | 9   | Ret | 9   | 12  | 6   | 8   | 9   | Ret | 8   | 8   | 8   | 14  | Ret | 15  | 14  | 11  | 17  | 6   | 16  | 6   | Ret | 63       | 7位        |

- 太字はポールポジション、斜字はファステストラップ（key）
- † 印はリタイアだが、90%以上の距離を走行したため規定により完走扱い。